# Hansfordia caricis
Hansfordia caricis är en svampart som beskrevs av P.M. Kirk 1986. Hansfordia caricis ingår i släktet Hansfordia, divisionen sporsäcksvampar och riket svampar.   Inga underarter finns listade i Catalogue of Life.